# STS-66
STS-66, voluit Space Transportation System-66, was een spaceshuttlemissie van de Atlantis. Tijdens de missie werd onderzoek gedaan met behulp van ATLAS-3 (Atmospheric Laboratory for Applications and Sciences). Het was een vervolg op STS-56 waar onderzoek werd gedaan met ATLAS-2.

## Bemanning
| Positie            | Lancering                             | Landing                               |                                       |
| ------------------ | ------------------------------------- | ------------------------------------- | ------------------------------------- |
| Bevelhebber        | Donald McMonagle 3e ruimtevlucht      | Donald McMonagle 3e ruimtevlucht      |                                       |
| Piloot             | Curtis Brown 2e ruimtevlucht          | Curtis Brown 2e ruimtevlucht          |                                       |
| Missiespecialist 1 | Ellen Ochoa 2e ruimtevlucht           | Ellen Ochoa 2e ruimtevlucht           |                                       |
| Missiespecialist 2 | Joseph Tanner 1e ruimtevlucht         | Joseph Tanner 1e ruimtevlucht         | Joseph Tanner 1e ruimtevlucht         |
| Missiespecialist 3 | Jean-François Clervoy 1e ruimtevlucht | Jean-François Clervoy 1e ruimtevlucht | Jean-François Clervoy 1e ruimtevlucht |
| Missiespecialist 4 | Scott Parazynski 1e ruimtevlucht      | Scott Parazynski 1e ruimtevlucht      | Scott Parazynski 1e ruimtevlucht      |

## Media

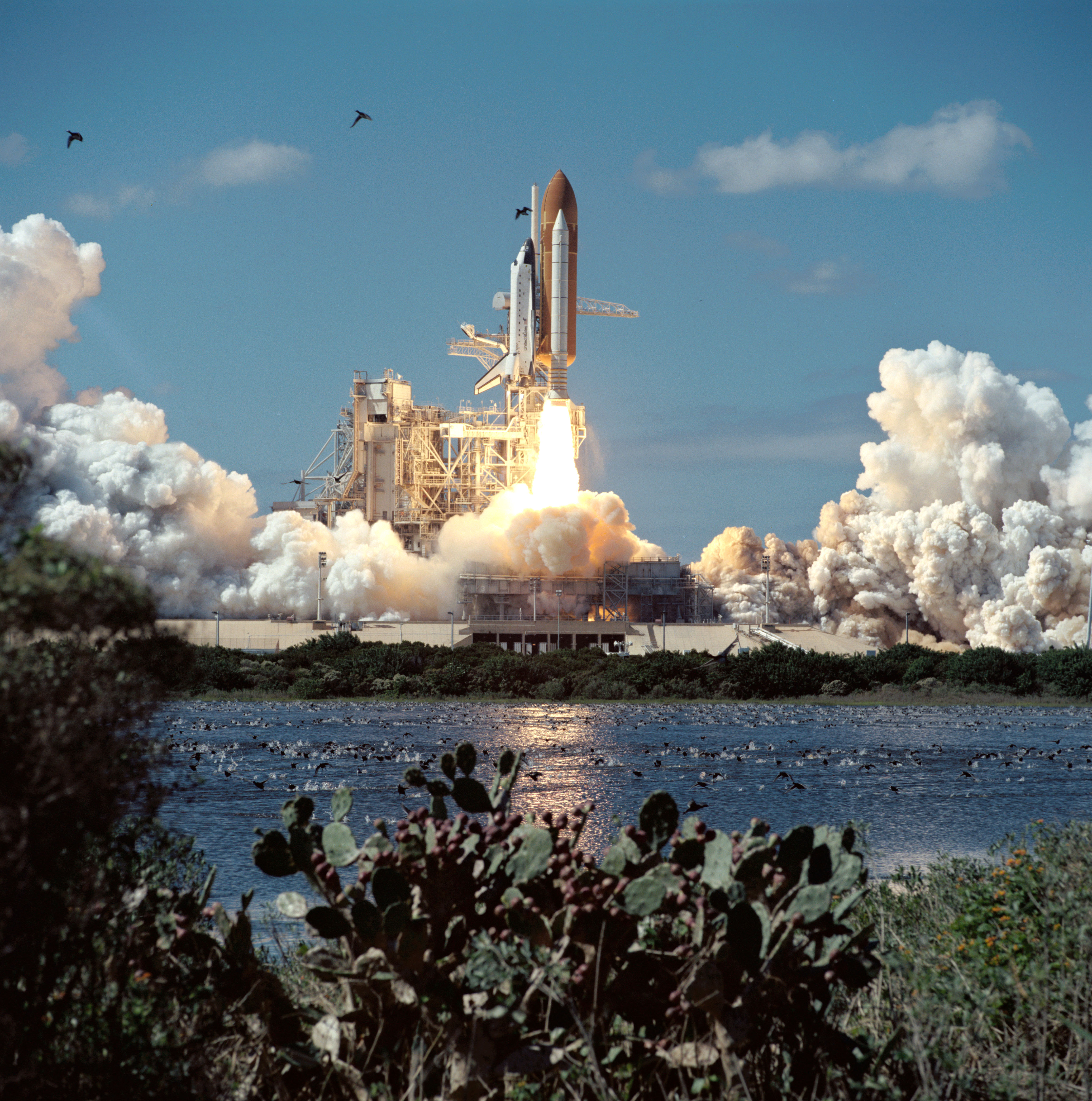
Lancering
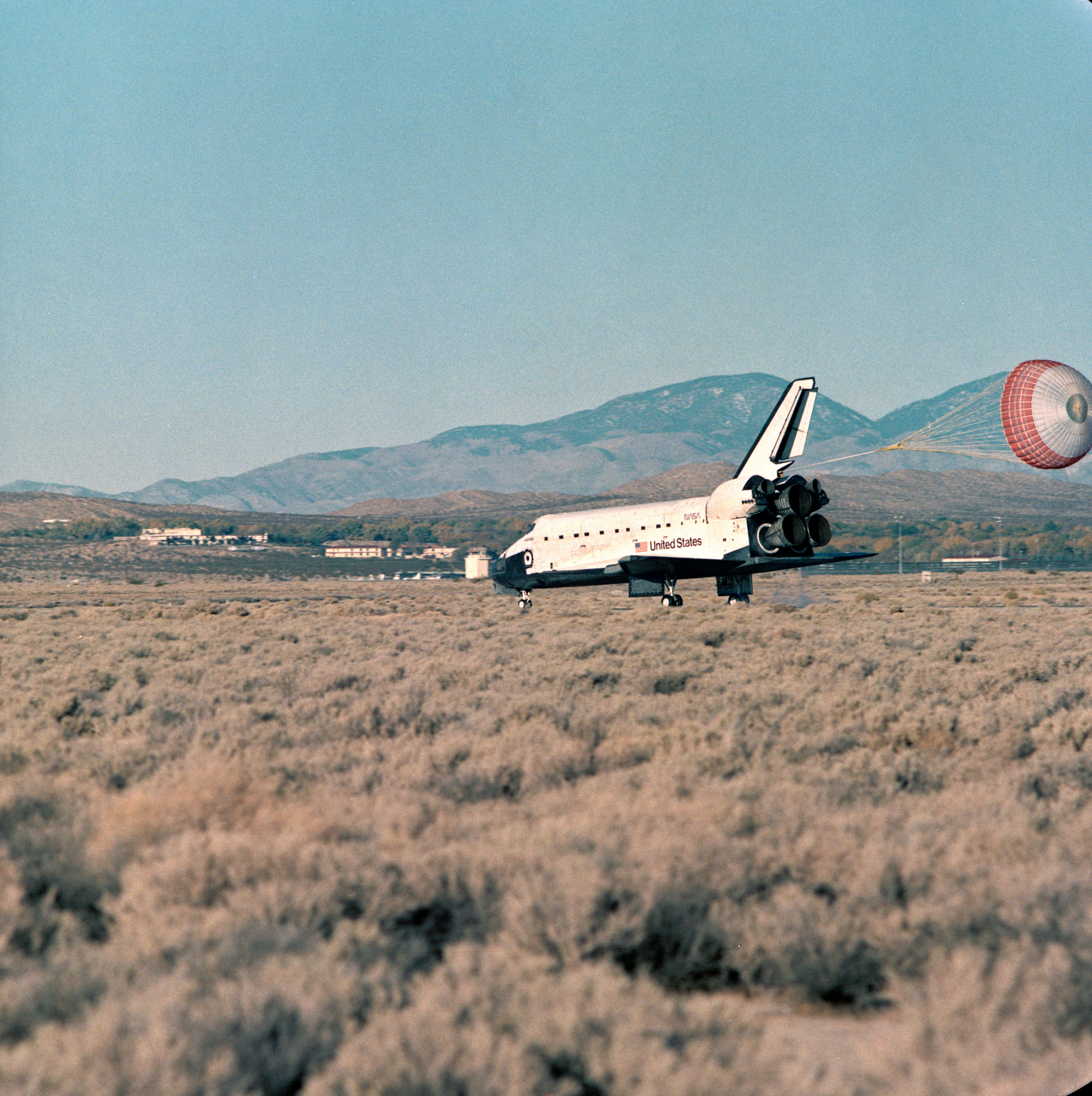
Landing

STS-51-J · STS-61-B · STS-27 · STS-30 · STS-34 · STS-36 · STS-38 · STS-37 · STS-43 · STS-44 · STS-45 · STS-46 · STS-66 · STS-71 · STS-74 · STS-76 · STS-79 · STS-81 · STS-84 · STS-86 · STS-101 · STS-106 · STS-98 · STS-104 · STS-110 · STS-112 · STS-115 · STS-117 · STS-122 · STS-125 · STS-129 · STS-132 · STS-135